# Avesta distrikt
Avesta distrikt är ett distrikt i Avesta kommun och Dalarnas län. Distriktet omfattar de centrala delarna av tätortern Avesta samt ett mindre område söder och väster om tätorten. 

## Tidigare administrativ tillhörighet
Distriktet inrättades 2016 och utgörs av en del av området som Avesta stad omfattade till 1971, delen som staden (köpingen) omfattade före 1967 och vari Avesta socken uppgick 1907.
Området motsvarar den omfattning Avesta församling hade vid årsskiftet 1999/2000. 

## Tätorter och småorter
I Avesta distrikt finns en tätort men inga småorter.

### Tätorter
- Avesta (del av)

## Befolkningsutveckling
| Befolkningsutvecklingen i Avesta distrikt 2015–2022 | Befolkningsutvecklingen i Avesta distrikt 2015–2022 | Befolkningsutvecklingen i Avesta distrikt 2015–2022 | Befolkningsutvecklingen i Avesta distrikt 2015–2022 | Befolkningsutvecklingen i Avesta distrikt 2015–2022 |
| --- | --------------------------------------------------- | --------------------------------------------------- | --------------------------------------------------- | --------------------------------------------------- |
| |                                                     |                                                     |                                                     |                                                     |
| År |                                                     |                                                     | Folkmängd                                           |                                                     |
| 2015 | 2015                                                |                                                     | 7 722                                               |                                                     |
| 2016 | 2016                                                |                                                     | 7 736                                               |                                                     |
| 2017 | 2017                                                |                                                     | 7 764                                               |                                                     |
| 2018 | 2018                                                |                                                     | 7 818                                               |                                                     |
| 2019 | 2019                                                |                                                     | 7 744                                               |                                                     |
| 2020 | 2020                                                |                                                     | 7 738                                               |                                                     |
| 2021 | 2021                                                |                                                     | 7 746                                               |                                                     |
| 2022 | 2022                                                |                                                     | 7 827                                               |                                                     |
| Anm: Uppgifterna avser förhållandena den 31 december varje år. Källa: Statistiska centralbyrån (SCB) – Folkmängden per distrikt, landskap, landsdel eller riket efter kön. År 2015 - 2022. |                                                     |                                                     |                                                     |                                                     |